# Sepp Puschnig
Josef "Sepp" Puschnig (narozen 12. září 1946 v Klagenfurtu, Rakousko) je bývalý rakouský hokejista. Patří k nejlepším rakouským hokejistům všech dob. Celou svou kariéru strávil v týmu KAC Klagenfurt, s nímž v letech 1963 až 1976 získal 12 titulů mistra rakouské ligy. Rakousko reprezenzoval na třech olympijských hrách (v letech 1964, 1968 a 1976) a jedenácti světových šampionátech. V národním týmu vstřelil 50 branek ve 123 utkáních.
V roce 1999 byl uveden do Síně slávy Mezinárodní hokejové federace.